# Eileen Moreno
Pour les articles homonymes, voir Moreno.
Eileen Moreno, née le 9 décembre 1984 à Palmira, est une actrice colombienne.
Elle est devenue un symbole en Colombie contre les violences conjugales après la publication d'une vidéo devenue virale dans laquelle elle montre son visage tuméfié, après qu'elle aurait été frappée par son compagnon.